# Лінійний
Ліні́йний (рос. Линейный) — селище у складі Юргинського округу Кемеровської області, Росія.

## Населення
Населення — 369 осіб (2010; 440 у 2002).
Національний склад (станом на 2002 рік):
- росіяни — 85 %